# Craibella
Craibella là chi thực vật có hoa trong họ Annonaceae.